# Michel Morineau
Pour les articles homonymes, voir Morineau.
Michel Morineau, né le 29 janvier 1929 à Nantes et mort le 10 septembre 2007 à Paris, est un historien français spécialiste de l'histoire économique à l'époque moderne. Il s'est notamment rendu célèbre par ses études sur les flux de métaux précieux, ses travaux sur les compagnies des Indes orientales et sa critique du décollage économique du XVIIIe siècle. Cette dernière, portée par une écriture brillante et mordante, lui a valu de se trouver au cœur d'une violente polémique l'opposant particulièrement à Emmanuel Le Roy Ladurie. Bien que critiquée, l’œuvre de Michel Morineau reste l'une des plus fécondes pour l'histoire de l'économie préindustrielle.

## Une carrière émaillée de controverses

### Les débuts aux côtés de l'école des Annales
Michel Morineau fait ses études secondaires et supérieures à Rennes, jusqu'à l'obtention de l'agrégation d'histoire en 1951, à 22 ans. Après quelques années d'enseignement en lycée, il devient successivement professeur à l'université de Clermont-Ferrand puis de Paris XII.
Se consacrant à l'histoire économique et financière, Michel Morineau est d'abord proche de l'école des Annales, qu'il découvre dès la fin des années 1940 alors qu'il est étudiant. Ses deux premiers ouvrages, Jauges et méthodes de jauge anciennes et modernes et Les Faux-semblants d'un démarrage économique, livre qui assure sa notoriété parmi ses pairs, sont d'ailleurs publiés dans la collection des « Cahiers des Annales ». Toutefois les résultats de ses recherches remettent en cause les travaux de ses collègues, et particulièrement ceux d'Emmanuel Le Roy Ladurie qui, depuis sa thèse sur le Languedoc, défend l'idée d'une croissance agricole au XVIIIe siècle. S'ensuit alors une vive discussion sur les sources et les méthodes employées par les uns et les autres.

### Du débat scientifique à la polémique
L'opposition entre Michel Morineau et ses contradicteurs prend rapidement une tournure personnelle. Dans un article de 1976, Morineau répond aux critiques que Le Roy Ladurie formule à son encontre lors de sa leçon inaugurale au Collège de France, tout en souhaitant que le débat se déroule « dans un esprit de cordialité et de collaboration [...] et non de "close-combat" ». Michel Morineau se voit ensuite refuser un article par les Annales, au motif qu'il est trop long et trop polémique, et sa contribution à l'Histoire économique et sociale de la France, dirigée par Fernand Braudel et Ernest Labrousse, lui paraît injustement critiquée dans le compte rendu qu'en propose Robert Descimon. En 1981, il obtient néanmoins la publication dans cette même revue d'un article  où il dénonce à la fois le peu de considération pour ses travaux, le culte de la personnalité qui entoure certains historiens (Braudel, Labrousse, Le Roy Ladurie...) et les entraves que ces derniers mettent à sa carrière. L'article est précédé d'un chapeau de la rédaction expliquant les raisons qui ont poussé la revue à le publier et qui se termine sur le ton de l'ironie : « le lecteur qui serait resté inattentif ou trop peu sensible à la contribution scientifique de M. Morineau en trouvera ici un large rappel enfin assorti des éloges qu'elle mérite ». Emmanuel Le Roy Ladurie lui répond plus directement quatre ans plus tard par le biais d'un article tout aussi véhément dans lequel il relève de nombreuses erreurs d'addition dans Les Faux-semblants d'un démarrage économique. Selon Michel Morineau, qui qualifie l'article de Le Roy Ladurie de « cagade », un droit de réponse lui aurait été refusé par trois fois.

### Les flux monétaires en débat
Parallèlement à ces passes d'armes, Michel Morineau s'intéresse aux flux de métaux précieux en provenance d'Amérique à travers des sources encore inexploitées, les gazettes hollandaises qui recensent les arrivées de bateaux. Sa thèse, dirigée par Pierre Vilar et soutenue en 1981 à Paris I, reprend des articles déjà parus et y ajoute une synthèse. Elle est publiée en 1985 sous le titre Incroyables Gazettes et fabuleux métaux. Si ce travail est considéré comme remarquable, il est remis en cause une quinzaine d'années plus tard par de nouvelles études qui s'appuient sur la composition chimique des pièces de monnaie européennes pour analyser l'apport des métaux américains et établissent que la France aurait connu une croissance économique au XVIIIe siècle. Défié à la fois sur le terrain de l'histoire monétaire et sur celui de la croissance qu'il conteste, Michel Morineau publie dans la Revue d'histoire moderne et contemporaine un article qui met en cause la représentativité des échantillons analysés et relève qu'il était évident de trouver de l'or brésilien dans les frappes de monnaie puisqu'il n'y avait guère d'autres sources d'approvisionnement à l'époque. Les arguments avancés comme le ton employé déclenchent une nouvelle controverse impliquant Jean-Noël Barrandon, Cécile et Christian Morrisson, ainsi que, par ricochet, François Crouzet, lesquels obtiennent la publication d'un droit de réponse assorti d'une introduction de la rédaction de la revue qui affirme que « la publicité des critiques est préférable aux chuchotements des antichambres, ou pire, la conspiration du silence. »

## Publications
- Jauges et méthodes de jauge anciennes et modernes, Paris, Armand Colin, collection « Cahiers des Annales » no 24, 1966.
- Le xvie siècle. L'âge de Jean Le Coullon, Paris, Larousse, 1968.
- Les Faux-semblants d'un démarrage économique. Agriculture et démographie en France au xviiie siècle, Paris, Armand Colin, Association Marc-Bloch, collection « Cahiers des Annales » no 30, 1971.
- Incroyables Gazettes et fabuleux métaux. Les retours des trésors américains dans les gazettes hollandaises xvie – xviiie siècles, Paris, Maison des Sciences de l'Homme et Cambridge University Press, 1984-1985.
- Pour une histoire économique vraie, Lille, Presses universitaires, 1985.
- Les Grandes Compagnies des Indes orientales (xvie – xixe siècles), Paris, Presses universitaires de France, coll. Que sais-je ?, 1994 (pour la première édition).
- En codirection avec Sushil Chaudhury, Merchants, Companies and Trade. Europe and Asia in the Early Modern Era, Cambridge, Cambridge University Press, 1999.